# Скенк, Эндрю
Эндрю Скенк (англ. Andrew Schenck; 7 января 1941, Гонолулу — 19 февраля 1992, Балтимор) — американский дирижёр. Сын искусствоведа Эдгара Скенка.

## Биография
Начал учиться музыке как кларнетист, затем изучал английскую литературу в Гарвардском колледже, однако в конечном счёте всё же выбрал музыкальную карьеру. Учился в Штутгарте и Берлине, в 1963 г. выиграл Безансонский международный конкурс молодых дирижёров в номинации для музыкантов, не имеющих дирижёрского образования. Продолжил изучать дирижирование в Тэнглвудском музыкальном центре под руководством Леонарда Бернстайна, учился также у Пьера Монтё.
С 1970 г. работал помощником дирижёра в Симфоническом оркестре Гонолулу. В 1973—1980 гг. второй дирижёр в Балтиморском симфоническом оркестре, руководил программами концертов популярной музыки и концертов для детей, а также Балтиморской камерной оперой; концертное исполнение оркестром под управлением Скенка третьего акта «Нюрнбергских мейстерзингеров» Рихарда Вагнера привлекло внимание региональной прессы. В 1980 году в интервью по поводу гибели Джона Леннона охарактеризовал его как одного из величайших музыкантов-революционеров, сравнив с Ференцем Листом. Затем работал в Симфоническом оркестре Сан-Антонио, с конца 1980-х гг. возглавлял несколько небольших оркестровых составов в Нью-Йорке. Умер от меланомы.
Наибольшую известность принесли Скенку осуществлённые им записи произведений Сэмюэла Барбера: Вторая симфония с Новозеландским симфоническим оркестром и особенно диск 1991 года с Чикагским симфоническим оркестром, включавший вокально-симфонические произведения «Влюблённые» (первая запись) и «Молитвы Кьёркегора». Обе записи внесли заметный вклад в возрождение слушательского интереса к музыке Барбера. Среди других записей Скенка — сочинения Пауля Хиндемита, Курта Вайля, Аарона Копленда, Рэндалла Томпсона.
Сын Скенка Тимоти Скенк, священник Епископальной церкви США, посвятил памяти своего отца книгу «Какого размера ботинки у Бога?» (англ. What Size are God's Shoes?; 2008), описывающую повседневную жизнь священника и обсуждающую вопросы христианского воспитания детей среди бытовой суеты.